# Paul Ehrlich
Paul Ehrlich (14. března 1854, Strzelin u Vratislavi – 20. srpna 1915, Bad Homburg vor der Höhe) byl německý chemik, lékař, sérolog a imunolog. Vyslovil několik teorií, např. o tvorbě protilátek při obraně organismu, o existenci postranních řetězců (receptorů), které se uplatňují při vazbě bakterie na buňku nebo při vazbě toxinu na antitoxin, zasloužil se o standardizaci sér.  Objevil účinnou zbraň proti infekcím: salvarsan. V roce 1908 obdržel Nobelovu cenu za přínos imunologii. 

## Život
Paul Ehrlich se narodil 14. března 1854 ve slezském městě Strehlen (Strzelin). Byl synem lihovarníka Ismara Ehrlicha, představitele místní židovské komunity, a jeho manželky Rosy Weigertové. Zálibu v přírodovědě zdědil po svém dědečkovi Heymannu Ehrlichovi. Ve škole vynikal také v chemii, měl rád latinu a matematiku, ale ostatní předměty ho nebavily a měl jen průměrné výsledky.  Po absolvování gymnázia ve Vratislavi začal v roce 1872 studovat medicínu na tamní univerzitě. Ve studiu pokračoval na univerzitách ve Štrasburku, Freiburgu a Lipsku, kde v roce 1878 získal doktorát z medicíny. V dizertační práci psal o teorii a praxi barvení zvířecích tkání a významu této metody pro medicínu. 
Po studiích nastoupil do nemocnice Charité v Berlíně na kliniku experimentální medicíny, kde mohl provádět své experimenty. Jeho vědecká práce se v této době zaměřovala na histologii, hematologii a barvení tkání. V roce 1882 byl jmenován profesorem.
V roce 1883 se oženil s Hedwigou Pinkusovou, dcerou zámožného továrníka. V roce 1884 se jim narodila dcera Stefanie, v roce 1886 druhá dcera Marianne. V této době se Ehrlich spřátelil s Robertem Kochem, který ho přivedl k experimentům s barvením tkání při hledání bacilů tuberkulózy. Při pokusech se sám nakazil, a protože se zároveň cítil v nemocnici nespokojen pod novým vedením, v roce 1887 odjel do Egypta, kde strávil dva roky. Pomocí manželčina věna se Ehrlich zbavil dřívějších finančních potíží a mohl také překlenout období nezaměstnanosti. Sám žil velmi skromně a jeho jedinou slabinou byla záliba v doutnících. Byl náruživý kuřák a vždy měl u sebe dostatečnou zásobu drahých doutníků.
Po vyléčení a návratu do Berlína nejprve vykonával soukromou praxi a založil malou laboratoř. V roce 1890 Robert Koch, ředitel nově zřízeného Ústavu pro infekční nemoci, jmenoval Ehrlicha jedním z asistentů   Především se však začal věnovat imunologickým výzkumům, zkoumal příčiny imunity a hledal možnosti jejího měření.
Koncem roku 1896 byl Ehrlich jmenován ředitelem nově založeného Ústavu pro zkoumání a kontrolu sér ve Steglitzu u Berlína. Během tří let v primitivních podmínkách malých laboratoří při pokusech na zvířatech hledal zákonitosti účinků sér. Spolupracoval s Emilem von Behringem, který objevil antitoxin (protijed) záškrtu a vypracoval přesnou metodu na měření jeho léčivé hodnoty. Tyto metody tvořily základ veškeré budoucí standardizace sér. Tato práce a jeho další imunologické studie vedly Ehrlicha k formulování slavné teorie postranního řetězce produkce protilátek. 
V roce 1899 byl jeho institut přesunut do Frankfurtu nad Mohanem a přejmenován na Královský institut experimentální terapie. Byl to začátek třetí fáze mnoha různorodých Ehrlichových výzkumů, založených na studiu obrovského množství vědeckých knih a odborných studií. Věnoval se chemoterapii a svou práci založil na myšlence, že chemické složení užívaných léků musí být studováno ve vztahu k jejich způsobu působení a jejich afinitě pro buňky organismů, proti kterým byly namířeny. V roce 1906 dostal peníze na výzkum od Franzisky Speyerové, vdovy po bohatém bankéři, z nichž byl financován Dům Georga Speyera ve Frankfurtu jako nové výzkumné zařízení. V roce 1908 byl za své práce na poli imunity oceněn Nobelovou cenou společně s Iljou Mečnikovem.
Pomocí svých asistentů testoval stovky chemických látek, studoval léčbu spavé nemoci a podařilo se mu chemickou cestou vyrobit účinný lék proti této infekci. Tato práce otevřela způsob získání mnoha nových organických sloučenin s trojmocným arzenem, které Ehrlich testoval.  V roce 1910 na vědeckém kongresu v Královci představil nový prostředek účinný proti syfilis, kterému dal název salvarsan.
Během pozdějších let svého života se Ehrlich zabýval experimentální prací na nádorech a také svou teorií atreptické imunity vůči rakovině.
O Vánocích roku 1914 byl Paul Ehrlich stižen lehkým záchvatem mrtvice, po kterém se jeho zdravotní stav neustále zhoršoval. Na dovolené v Bad Homburgu dostal druhý záchvat, kterému 20. srpna 1915 podlehl.  Byl pohřben na židovském hřbitově na Rat-Beil-Straße ve Frankfurtu.
Paul Ehrlich byl mezinárodně uznávaným vědcem a členem více než 80 akademií a vědeckých společností celého světa. Byl držitelem čestných doktorátů na univerzitách v Chicagu, Göttingenu, Oxfordu, Aténách a Vratislavi a byl také oceněn řády v Německu, Rusku, Japonsku, Španělsku, Rumunsku, Srbsku, Venezuele, Dánsku (velitelský kříž řádu Danebrogů) a Norsku (velitelský kříž královského řádu sv. Olafa).

## Dílo
Když už bylo známo, že infekce způsobují mikroby (bakterie), bylo důležité je poznávat pod mikroskopem, rozeznávat také jejich stav a bezpečnost. Bylo zapotřebí je učinit pod mikroskopem viditelnými. A tady pomohlo jejich barvení. Ehrlich tomu věnoval velikou pozornost. Nejen že vynalezl různé druhy barvení tkání, ale sledoval specifické účinky barviv. V roce 1883 objevil spolehlivé barvení bacila tuberkulózy, což umožnilo stanovení diagnózy z hlenů. 
Metodiku barvení krve považoval za velmi důležitou a hodně se jí zabýval. O tom svědčí jeho spis Příspěvky k barevné analýze v histologii a klinice krve. Z výsledků usoudil, že zde by mohla být cesta k léčbě infekcí. Ehrlich také klasifikoval leukocyty (bílé krvinky schopné ničit mikroby) a zabýval se i leukemiemi, což je druh zhoubných nádorů vznikajících z krvetvorných orgánů a provázených obrovským zvýšením počtu a deformacemi bílých krvinek.
Sledoval zákonitosti imunity. V letech 1897 až 1904 se Ehrlich zabýval vlastnostmi lidského séra a vztahy antigenu (škodliviny) a antilátky (protilátky).
| „              | Protilátky jsou kouzelné kulky, které samy najdou cíl. Z toho plyne jejich podivuhodně specifický účinek, ale u chemikálií nikdy nelze spoléhat na naprostý úspěch a musíme soustředit všechny naše síly, abychom náš cíl učinili tak přesným, jak je to jen možné, abychom uhodili na parazity tak tvrdě a na tělesné buňky naopak co nejjemněji. | “ |
| — Paul Ehrlich | |   |

V letech 1907 až 1910 hledal se svými spolupracovníky neškodná barviva, jež by pomáhala proti nemocem, jako například spavá nemoc, malárie nebo syfilis, které nešlo vyléčit podáním antitoxinu. Po dlouhém hledání a tisících pokusů na zvířatech našli salvarsan, jenž se stal lékem proti syfilis (skoro proti všem jejím formám) až do objevu penicilinu. Jeho terapeutické používání je považováno za základ chemoterapie. 